# Chlorobapta hirtipes
Chlorobapta hirtipes är en skalbaggsart som beskrevs av Lea 1914. Chlorobapta hirtipes ingår i släktet Chlorobapta och familjen Cetoniidae. Inga underarter finns listade i Catalogue of Life.